# Рукина, Ирина Михайловна
Ири́на Миха́йловна Рукина́ (род. 13 января 1948, Москва) — российский экономист, политический и общественный деятель, депутат Московской городской думы первых трёх созывов (1993—2005 гг.), декан факультета управления крупными городами Московского международного университета. Доктор экономических наук, профессор, академик РАЕН.
Член Совета учредителей Общественного московского телевидения. Президент «Фонда поддержки социальной инициативы, народной дипломатии и меценатства», член попечительского совета проекта «50 плюс — все плюсы зрелого возраста». Председатель попечительского совета детско-юношеского фестиваля «Открытая Европа».
Сопредседатель Совета по консолидации женского движения России. Член совета Международной общественной организации «Союз православных женщин», участница проектов «Союза женских сил».
В прошлом — начальник департамента международных отношений МОО «Комитет по борьбе с коррупцией» и лидер ОПП «Народ против коррупции».

## Биография
Начиная с 1966 года Ирина Рукина работала на заводе «Станколит» пирометристом в чугунолитейном цехе, совмещая с учёбой в Московском вечернем металлургическом институте. В 1972 году получила диплом инженера-металлурга.
В 1978 году окончила Московский авиационный технологический институт, направление: «Металловедение и термическая обработка металлов». В дальнейшем работала на авиационном заводе «Знамя» и являлась членом Всесоюзного общества изобретателей и рационализаторов, в то время ею было оформлено 8 патентов на изобретения в области применения защитных атмосфер при химико-термической обработке металлов, бо́льшая часть из которых была внедрена в производство.
В начале 1990-х годов окончила курсы повышения квалификации при МГИМО по специальности «международный маркетинг» и получила диплом Оклахомского университета в области мировой экономики. В «Знамени» доработала до заместителя коммерческого директора по внешнеэкономической деятельности и общественным связям.
В 1996 году закончила с отличием Академический правовой университет по специальности «юриспруденция».
В 1999 году защитила кандидатскую диссертацию на тему «Межрегиональные экономические связи в период кризиса и реформ (на примере Москвы)». В 2003 году защитила докторскую диссертацию на тему: «Межрегиональное экономическое сотрудничество и интеграционные процессы в экономике России».
С 2006 года — в Институте региональных экономических исследований (начальник отдела социально-экономических исследований регионов России и уровня жизни населения, член докторского совета Института). После отставки Ю. Лужкова с поста мэра Рукина встретилась с ним, и он предложил ей стать деканом факультета, который он возглавлял. С декабря 2012 года — декан факультета управления крупными городами Московского международного университета. Читает курс по региональной экономике и управлению, авторские курсы по управлению развитием промышленности и управлению развитием научно-технического прогресса.

### Личная жизнь
Замужем, имеет сына.

## Политическая и общественная деятельность
В первом созыве московского парламента — член фракции «Демократический выбор России», председатель Комиссии по экономической реформе и собственности. Во втором созыве — председатель Комиссии по экономической политике. С 1999 года — в «Союзе правых сил», в третьем созыве сохранила должность председателя Комиссии по экономической политике. Также являлась членом Комиссий — бюджетно-финансовой, по жилищной политике, по организации работы думы, специальной Комиссии по социально-трудовым отношениям и занятости, совместной комиссии Московской городской думы и Московской областной думы по координации законотворческой деятельности. Входит в число разработчиков множества законов Москвы и Российской Федерации в области экономики, продолжающих своё действие.
На выборах в третий созыв вступила в конфликт с руководством партии, которое хотело поделить список кандидатов в депутаты думы с партией «Яблоко». Однако позже вошла в «список четырёх» (соглашение об объединении усилий на выборах Ю. Лужкова, С. Шойгу, Б. Немцова и Г. Явлинского). В начале 2002 года вместе с Владимиром Платоновым руководила «Правой альтернативой», коалицией правых кандидатов на выборах в муниципальные органы Москвы. 
В сентябре 2002 года Рукина и некоторые другие депутаты покинули «Союз правых сил», обвинив его руководство в партийной диктатуре и политизации городской думы путём попытки насильственного создания фракции. Рукина отмечала, что в её создании нет необходимости: «для Госдумы, наверное, допустимы выборы по партийным спискам и разделение на группы по политическому принципу, но мы — хозяйственники и занимаемся конкретными вопросами». В предыдущем созыве фракция «ДВР — Объединённые демократы», членом которой являлась Рукина, мало координировала работу депутатов.
В марте 2003 года вступила в Российскую партию жизни под руководством Сергея Миронова. Стала руководителем её московского отделения, вошла в Президиум общенационального совета партии. Возглавила московскую региональную группу избирательного блока «Партия возрождения России — Российская партия жизни» на выборах в Государственную думу IV созыва, партия в думу не прошла. 
В марте 2004 года совместно с Иваном Новицким стала основательницей фракции в московском парламенте — «Новая Москва», на первом этапе в неё также вошли двое функционеров СПС и Евгений Балашов, бывший член «Единой России». Создание поприветствовал секретарь политсовета СПС Борис Надеждин, он заявил о намерении помочь в создании такой же фракции в Московской областной думе, однако отметил, что эта инициатива исходит не от руководства партии. По словам Рукиной, цель фракции — «отстаивать принципы социально направленной экономики, интересы малого и среднего бизнеса» и начало подготовки демократов к очередным выборам депутатов. По-прежнему выступала против политизации городского парламента, но сказала, что «сегодня независимый депутат — это депутат, от которого ничего не зависит». Через некоторое время «Новая Москва» договорилась о мирном сосуществовании с «Единой Россией», а на фоне слухов о досрочном прекращении Ю. Лужковым полномочий мэра Москвы Рукина выразила надежду, что тот продолжит управлять городом, и предположения не станут реальностью.
В мае 2004 года была сформирована ещё одна фракция — «Яблоко — Объединённые демократы», которая окончательно расколола правые силы перед выборами. Рукина предприняла попытки объединить столичных демократов, пригласив на собрание «новых москвичей» откликнувшихся на её предложения представителей Демократической партии, СПС, Партии развития предпринимательства, СЛОНа, Республиканской партии и движения «Деловая Россия». В «Яблоке» присоединиться к ним отказались, заявив, что готовы сотрудничать с СПС-овцами в отдельности, но не под руководством Российской партии жизни, т. к. не видят её отличий от партии власти. Позже фракция «Новая Москва» переименовалась в «СПС — Новая Москва», а затем разделилась. После распада стали существовать две самостоятельные фракции — «Союз правых сил» и Партия жизни. Вторую возглавила Ирина Рукина, к ней присоединились Александр Тарнавский и Геннадий Лобок.
В 2005 году возглавила список Российской партии жизни на выборах в Московскую городскую думу, параллельно выдвинувшись в одномандатном избирательном округе № 2. Второе и третье место в списке заняли Владимир Шуралёв и Яна Поплавская соответственно. Рукина назвала Лужкова «самым достойным человеком в московской власти», но заявляла о потере им рычагов управления. Она жаловалась на то, что её не допускали до кабельных телеканалов, которые подчинены «Единой России», но отмечала, что главный вред от отсутствия независимого телевидения получает сам мэр, в связи с чем ему и приходится опираться на партию. Помимо этого, во время избирательной кампании были затруднения с распространением листовок — милиционеры требовали агитаторов прекратить деятельность. В итоге РПЖ не смогла преодолеть установленный в то время 10 %-й барьер, а в округе Рукина заняла 2-е место, тем самым потеряв свой депутатский мандат. Ещё до оглашения результатов выступала за признание выборов нелегитимными, поскольку решение думы о назначении выборов не было официально объявлено так, как этого требует законодательство. Посчитала, что теперь выборы формируются исполнительной властью, и «номером один в избирательной системе становится господин административный ресурс». Вместе с другими депутатами предложила поправки к избирательным законам, которые сделали бы выборы более прозрачными. После неудачных выборов стала советником главы Совета Федерации Сергея Миронова.
В ходе своей предвыборной кампании в 2005 год участвовала в программе Евгении Альбац на радио «Эхо Москвы», в рамках которой поспорила с И. Яшиным, кандидатом в депутаты от «Яблока», об оппозиции в городе — Рукина указывала на то, что мешают агитировать не только т. н. демократическим силам, но и Российской партии жизни. Она привела пример, как на протяжении двух дней милиция и МЧС штурмовали здание, чтобы снять баннер кандидата от РПЖ. Подытожив, Рукина заявила, что находится в состоянии войны с партией «Единая Россия», и абсолютно все её голосования в думе направлены против партии власти. Также выступила против заявлений Бориса Грызлова, который объявил о планах его партии занять все места в московском парламенте — она уличила его в незнании законов и высказалась об опасности такой позиции: «однопартийная политическая система никак не вяжется с принципами демократии и свободы и отсылает нас к эпохе авторитаризма».
В эфире радио «Свобода» в беседе с В. Кара-Мурзой, А. Навальным и Е. Бунимовичем подтвердила своё голосование в Мосгордуме за возвращение графы «против всех»: «это единственная графа, которая даёт власти возможность узнать, что думают люди об этой самой власти».
В конце 2005 года совместно с Антоном Беляковым организовывала протесты обманутых инвесторов.
Вступила в 2006 году в «Справедливую Россию», став членом её центрального совета, однако уже в сентябре 2007 года покинула партию из-за разногласий с методами работы руководства московской ячейки, одной из причин назвала критику столичного мэра. Перед этим Рукиной не дали возглавить московский список партии на предстоящих выборах в Госдуму, её недовольство разделил Евгений Ройзман, которому также не дали возглавить список по его региону. На колеблющуюся часть новой партии, к которой приписывали Рукину, надеялся на этих выборах т. н. «штаб Лужкова», выступающий против московской команды Александра Лебедева.
В 2007 году на выборах в Государственную думу вошла в московскую тройку партии «Патриоты России» под вторым номером, возглавил её член госдумовской фракции «Единая Россия» Владимир Семаго, экс-«родинец» Евгений Балашов стал третьим. Партия набрала 0,89 %.
О своей депутатской деятельности, о том, как возглавляла Комиссию по экономической политике и вела направления «промышленность» и «взаимодействие с регионами России» написала в книге «Время выбрало нас: воспоминания и размышления депутата», которая была выпущена в 2008 году.
В 2011 году выступила на гендерной конференции, прошедшей в Москве под флагами партий «Яблоко» и европейской «Альянс либералов и демократов за Европу», на которой высказалась по поводу коррупционности современной власти, построенной однопартийной системе и поддержала идею гендерных квот. В 2013 году приняла участие в заседании оргкомитета III Общенационального женского съезда на площадке партии «Яблоко».
В феврале 2012 года выступила с докладом о коррупции на мероприятии сторонников «Единой России».
В качестве эксперта в 2018 году была приглашена на ТК «Дождь», где рассуждала о последствиях повышения пенсионного возраста и предложила налоговые преимущества для работодателей, обеспечивающих занятость людей старше 40 лет.
В 2019 году написала статью памяти Ю. Лужкова, в которой рассказала, как выстраивались их деловые отношения. Рукина активно противодействовала принятию Устава города в предложенном виде, и по этой причине случилась её первая встреча с мэром Москвы, на которой она указала на необходимость выслушивать альтернативное мнение. Она считает, что та дерзость положила начало их уважительным отношениям, а многие программы, предложения и инициативы были одобрены и приняты именно в результате делового общения.

## Публикации
Индекс Хирша — 8. Автор более 50 публикаций, некоторые из них:
- Рукина, И.М. Управление развитием научно-технического прогресса / И.М. Рукина // М.: Издательский дом Международного Университета в Москве, 2012. - 54 с.
- Рукина, И.М. Управление интеллектуальной собственностью в инновационных процессах / И.М.Рукина, В.В.Филатов // Право интеллектуальной собственности, 2012. - № 11. - С. 31-33.
- Рукина, И.М. Роль интеллектуальной собственности и нематериальных активов в управлении инновационной экономикой на современном этапе / В.В.Филатов, И.М.Рукина // Качество. Инновации. Образование, 2012. - № 10 (89). - С. 29-40.
- Рукина, И.М. Интеллектуальный капитал как инновационный ресурс экономики знаний / Рукина И.М., Филатов В.В. // Вестник Университета (Государственный университет управления). - 2012. - № 18. - С. 182-193.
- Рукина, И.М. Модернизация и инновационное развитие системы образования в России / Рукина И.М., Петросян Д.С. // Микроэкономика. - 2012. - № 1. - С. 34-37.
- Рукина, И.М. Региональная экономика и управление / И.М. Рукина, А.Ю. Анфимова // М.: Издательский дом Международного Университета в Москве, 2013. - 250 с.
- Рукина, И.М. Роль инновационного управления в развитии экономики знания / И.М.Рукина, В.В.Филатов // Качество. Инновации. Образование, 2013. - № 1 (92). - С. 21-31.
- Рукина, И.М. Центры технологического девелопмента - ключевой фактор модернизации и дальнейшего развития экономики России на ближайшую перспективу / Рукина И.М., Филатов В.В. // Качество. Инновации. Образование.
- Рукина, И.М. Инновационное развитие высшего профессионального образования в России И.М. Рукина, Д.С. Петросян, С.А. Лочан, А.Ю. Манюшис // М.: Издательский дом Международного Университета в Москве, 2014. - 400 с.
- Рукина, И.М. Инновационные технологии формирования социального капитала общества / И.М. Рукина // Актуальные вопросы развития современного общества: сборник статей IV Международной научно-практической конференции: в 4-х томах. Юго-Западный государственный университет. - Курск, 2014. - С. 378-382.

## Награды и почётные звания

### Награды

#### Государственные
- Медаль «В память 850-летия Москвы» (1997 г.)
- Орден «За заслуги перед Отечеством» II степени (1998 г.);;
- Почётный знак «За заслуги в развитии законодательства и парламентаризма» (2013 г.[59]).

#### Общественные
- Орден Петра Великого II степени;
- Орден «За служение Отечеству» (Святых великого князя Дмитрия Донского и преподобного игумена Сергия Радонежского);
- Орден Миротворца I степени.

### Почётные звания
- Почётный доктор коммерции при Академии экономических наук и предпринимательской деятельности России[10].